# Pier Francesco Meglia
Pier Francesco Meglia (3 de novembro de 1810 - 31 de março de 1883) foi um prelado italiano da Igreja Católica, que passou sua carreira no serviço diplomático da Santa Sé. Ele foi nomeado cardeal em 1879.

## Biografia
Pier Francesco Meglia nasceu em Santo Stefano al Mare em 3 de novembro de 1810. Estudou nos seminários de Gênova e Savona e depois em Roma na Universidade La Sapienza, onde obteve o doutorado em direito civil e canônico em 23 de maio de 1843.
Foi ordenado sacerdote em Roma em 24 de setembro de 1836.
Entrou para o serviço diplomático da Santa Sé. Suas primeiras postagens incluíram passagens como secretário da nunciatura em Nápoles na corte do Reino das Duas Sicílias, auditor e depois encarregado de negócios da nunciatura na França.
Ele foi nomeado arcebispo titular de Damasco em 22 de setembro de 1864. Ele recebeu sua consagração episcopal em 25 de setembro de 1864 do Papa Pio IX. Ele foi nomeado delegado apostólico no México em 1º de outubro de 1864, quando a Santa Sé e o governo mexicano estavam em conflito. A legislação recente exigindo a apreensão de propriedades da Igreja, a abolição das ordens religiosas e a liberdade de religião aguardava apenas a promulgação do imperador. O imperador mexicano Maximiliano I esperava negociar uma concordata de compromisso enquanto a Santa Sé buscava a restauração total do status quo ante. Os esforços de negociação fracassaram no final do ano e as leis de reforma foram decretadas em fevereiro. Meglia adiou sua partida até maio, mas levou consigo os arquivos da nunciatura.
Sua próxima designação foi Núncio Apostólico no Reino da Baviera em 26 de outubro de 1866.
Ele foi nomeado Núncio Apostólico na França em 10 de julho de 1874. Ele coroou a estátua de Nossa Senhora de Lourdes em 3 de julho de 1876.
O Papa Leão XIII o nomeou cardeal da ordem dos cardeais sacerdotes em 19 de setembro de 1879. Ele recebeu seu galero vermelho e o título de Santi Silvestro e Martino ai Monti em 27 de fevereiro de 1880.
Foi nomeado membro do Conselho para a Administração dos Bens da Sé Apostólica em 21 de dezembro de 1880.

Ele morreu em Roma em 31 de março de 1883.